# Усташка надзорна служба
Усташка надзорна служба (УНС) била је обавештајна, контра-обавештајна и политичка полиција за време Независне Државе Хрватске. УНС је настала спајањем Усташке обавештајне служе и Службе за сабирне логоре кроз закон који је био усвојен 16. августа 1941. и била је одговорна Главном Усташком стану. Ова организација је била главна у прогањању противника квислиншке НДХ.

## Организација
У почетку УНС је била подељена у четири бироа (од 16. августа 1941):
1. - Усташко редарство - која је пратила политичке субјекте и састојао се од три посебна одсека: за комунисте, Србе и Јевреје.
2. - Усташка обавештајна служба.
3. - Усташка одбрана - посебни одред војне полиције која је организовала концентрационе логоре.
4. - Лични одсек.

После је УНС била реорганизована неколико пута док се није финализовала 20. априла 1942, када је створено 15 одела:
1. - Италијански - контра-обавештајни рад, прегледавао италијанску пропаганду.
2. - прати активност британске обавештајне агенције.
3. - прати активности Срба и четника на подручју НДХ.
4. - антикомунистички одел - прати рад Комунистичке партије Хрватске и НОП-а.
5. - прати активности муслиманске популације и обавештајни рад према Турској.
6. - прати активности Јевреја и мешаних бракова.
7. - служи за откривање и праћење политичких неистомишљеника унутар усташке организације.
8. - служи за откривање и праћење сумњивих унутар администрације разних министарстава.
9. - прати рад нацистичке странке у НДХ, Дунавских Шваба и хрватске емиграције у Немачкој
10. - прати рад Мађарске обавештајне службе и Мађара у НДХ.
11. - прати активности Словенаца у НДХ.
12. - прати рад и активности Католичке цркве
13. - покрива активности које други одели не покривају.
14. - контра-обавештајна служба за војне снаге у НДХ.